# 1877年の妥協

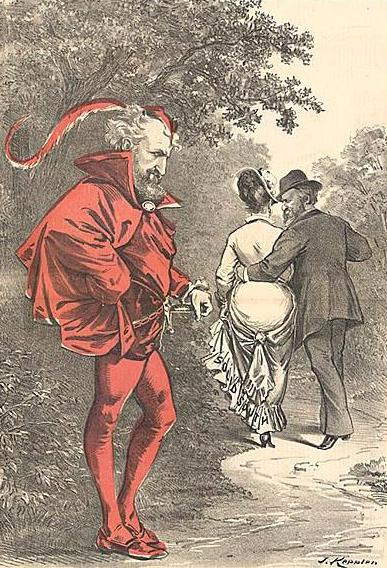
ジョセフ・キープラーによる政治風刺漫画、メフィストフェレス（悪魔）に扮したロスコー・コンクリングが、婦人（ソリッドサウス）という戦利品を得て立ち去るラザフォード・ヘイズを見ている。見出しにはゲーテの『ファウスト』から「間違ったことをしようと思っている間に正しいことだけをやる能力が彼にはついている」

1877年の妥協（1877ねんのだきょう、英: Compromise of 1877）は、激しい論争になった1876年アメリカ合衆国大統領選挙を決着させた、非公式で文書化されていない「取引」とされるものである。この妥協の結果、南部州の政治に影響を与えていたアメリカ軍を引き上げさせ、リコンストラクション時代が終わった。大統領選挙では共和党のラザフォード・ヘイズが民主党候補のサミュエル・ティルデンと大接戦になっていた。最終的に選挙結果の評価で割れた南部3州（フロリダ州、ルイジアナ州、サウスカロライナ州）を共和党勝利と判断して、選挙人票では1票差でヘイズが大統領に当選した。そのような判断を容認することと引き換えにヘイズが連邦軍を南部州から引き揚げさせるという了解があった。上記南部3州はそれまで共和党政権であり、それが存続するには連邦軍が駐屯していることが重要な条件だった。妥協の中には、下院を支配していた民主党が、大統領選挙の判定を委ねられた選挙委員会の判断が有効であると認めることも含まれていた。現職大統領のユリシーズ・グラントがフロリダ州から軍隊を引き揚げさせた。ヘイズは大統領になってからサウスカロライナ州とルイジアナ州に残っていた軍隊を引き揚げた。軍隊が離れるとすぐに、多くの白人共和党員もそこを離れ、リディーマーの民主党が支配権を取り戻した。実際に起こったことは文書化されていないのでいくらか曖昧さを残している。アフリカ系アメリカ人歴史家達はこれを「偉大な裏切り」と呼ぶこともある 。

## 妥協の条件
民主党員は、ティルデンが騙されたと強く不満を言った。武装部隊を結成してワシントンD.C.を行進させるという話もあった。グラント大統領はこれに反応して軍事的な安全性を補強したので、ワシントンを行進した者はいなかった。
この妥協は基本的に、南部民主党員がヘイズを大統領として認めることだったが、共和党がある要求に応じるという了解で初めて可能なものだった。次の事項が妥協の条件だったと言われている。
1. 元のアメリカ連合国に属した州から連邦軍を引き上げさせること。この時まで連邦軍が残っていたのはルイジアナ州、サウスカロライナ州、フロリダ州の3州だけだったが、この妥協はその撤退を仕上げさせた
2. 南部の民主党員を少なくとも1人、ヘイズの内閣に加えること。テネシー州出身のデイヴィッド・マッケンドリー・キーがアメリカ合衆国郵政長官で入閣した
3. 南部でテキサス・アンド・パシフィック鉄道（英語版）を使い、第2の大陸横断鉄道を建設すること。これはトマス・アレクサンダー・スコットが提案した「スコット・プラン」の一部だった。それが最終的妥協に導く過程を始めさせた
4. 南部の工業化を支援する法を作ること。また南北戦争中の恐ろしい損失を取り戻させること

これらの条件と交換に民主党は平和的にヘイズの大統領当選を受け入れた。

## 結果
ヘイズは問題なく大統領に就任した。上記条件の第1と第2は実行された。第1の条件が最も重要な事項であり、ヘイズは既に南部州に自治を取り戻させることを支持すると表明していた。それは選挙の前に軍隊を撤退させることだった。また特に大変な僅差で選ばれた大統領が閣僚の一人を別の政党が支持する者にするのは、異常なことでもなくまた予想されないことでもなかった。条件の第3と第4については、実際にそのような固い合意があったとしても、実行されることは無かった。
いずれにしても、非公式な取引によってか、あるいはヘイズが既に公表していた計画に沿っていたことを単純に再確認したかであり、南部民主党員との対話で多くのものが心配していたことを満足させ、選挙結果の論争が長引いて1877年の大統領就任日に結論が間に合わなくなるような議会の議事妨害を妨げることができた。
歴史家のC・バン・ウッドワードは経済学的解釈を論じており、鉄道関係者がワシントンのウォームリー・ホテルで密かに会合を開き、エサとして南部の鉄道に対する援助という妥協案を固めた。しかし、鉄道の資金を手当てする、あるいは連邦政府が別の援助をするというような本格的な動きは無かった。サザン・パシフィック鉄道を代表する対立集団がスコットのテキサス・アンド・パシフィック鉄道計画を反故にさせることに成功し、最終的に自分たちの路線をニューオーリンズまで走らせた。

## 解釈
歴史家の中には、南部の民主党員が議事妨害しないように約束したことは、妥協ではなく、既定の結論だったと論じる者がいる。アラン・ペスキンは、ウッドワードの解釈がほとんど普遍的に受け入れられるが、全ての条件が実行されたわけではなかったので、妥協と呼ぶべきではないと言っている。別の歴史家は、共和党が民主党の支持を得るために、南部の黒人を捨てて、人種差別者の民主党支配に任せたと論じている。いずれにしても、レコンストラクション時代が終わり、南部では民主党の圧倒的優位な体制が固められた。共和党政権に代わってリディーマーの政権が登場した。1877年以降、南部では白人優位によって連邦政府役員の選挙では民主党員に投票することとなり、ソリッドサウスと呼ばれた。この傾向は1966年まで90年間近く続くことになった。
グレゴリー・ダウンズはその著書『アメリカ政治のメキシコ化: アメリカ合衆国が南北戦争から安定化へ向かう道』（2012年）の中で、容易な和解と政治的安定の時代であるという考え方を否定している。その代わりに、多くのアメリカ人が政治のメキシコ化を恐れていることを示している。南部の州で選挙の結果を落ち着かせるために力が使われたように、メキシコ化によって、大統領選挙の結果を落ち着かせるためにも力が使われることになった。ダウンズは、いかにメキシコ化が厳しく拒否され、安定が獲得されたかを探求している。
法律用語の「取引」があったにしろ、無かったにしろ、1876年大統領選挙はそのような行動では決められず、議会が選挙の行き詰まりを打開するために設定した選挙委員会の推薦を受け入れ、議会の公式の投票で決着を見た。委員会を設定したときに期待したものは、その決定を議会が受け入れるということだった。委員会の出したヘイズ有利の結論に特定の民主党員が同意しなかったときが、この手配が危険に曝される唯一の時だった。この民主党員は、投票で合意されたことも実行されなくするような議事妨害を、共和党や民主党議会指導層に逆らって脅した。妥協とされる要点に関する議論のみが重要な民主党員を納得させるのであり、議事妨害に黙従することではなかった。少数派が投票を妨げるために使う手段である議事妨害という脅しそのものは、委員会の推薦を受け入れるに足る票が固まっていたことを示している。